# Vladimir Kiškun
Vladimir Ivanovič Kiškun (in russo Владимир Иванович Кишкун?; 5 novembre 1951) è un ex astista sovietico.

## Palmarès

### Europei
- 1 medaglia:
  - 1 oro (Roma 1974 nel salto con l'asta)